# بلر آدامز
بلیر آدامز (انگلیسی: Blair Adams؛ زادهٔ ۸ سپتامبر ۱۹۹۱) یک بازیکن فوتبال اهل بریتانیا است.